# フランシス・ロガロ

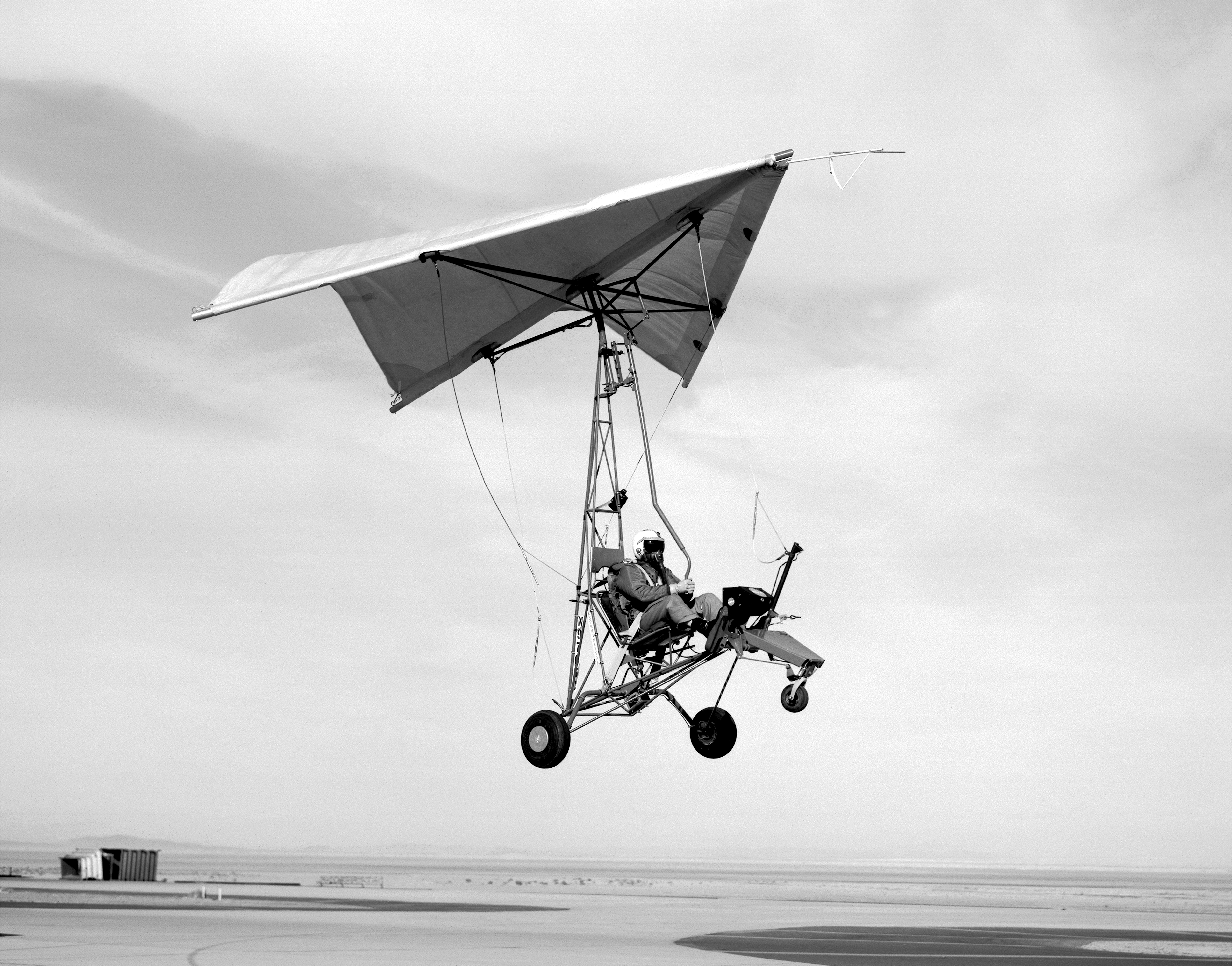
着陸するParesev 1、1962年

フランシス・メルビン・ロガロ（Francis Melvin Rogallo、1912年1月27日 – 2009年9月1日）はアメリカ合衆国の発明家である。機体の剛性確保や操縦性、組み立て易さなどを特徴とするデルタ型の「ロガロ翼」の発明者である。ロガロ翼は現代のハンググライダーに進化して用いられている。
カリフォルニア州のサンガーに生まれた。1935年にスタンフォード大学の航空工学部を卒業し、1936年からアメリカ航空諮問委員会 (NACA)の風洞部門で働いた。1948年に妻とともにフレキシブルな構造の凧の特許を得た。もともとは安価な飛行機の翼として用いる目的で発明された。その後6年にわたって、政府や工業会の関心をひこうと努力し、コネチカット州の会社に製造のライセンスを与えた。デュポン社がマイラーの開発を発表すると、この材料がロガロ翼の材料として最適であることを知った。5ドルでフレックスカイトという玩具を作り、売り出した。これは徐々に売れるようになった。
人工衛星が打ち上げられるようになるとアメリカ航空宇宙局（NASA）が注目し、パラウィングの名で有人宇宙カプセルの帰還システムとしての評価の実験を始めた。1960年までにジープを降下させる実験に成功し、いろいろな形やサイズのロガロ翼が実験された。チャールズ・リチャーズによって体重移動によって、操縦するカイト・グライダーが設計され、その後スカイスポーツとして様々に普及することとなった。結局、宇宙カプセルの帰還システムとしてはNASAは採用しなかったが、ライト・プレーンの翼や凧の形状としてロガロ翼は世界中で使われるようになった。